# Gymnothorax davidsmithi
Gymnothorax davidsmithi és una espècie de peix marí pertanyent a la família dels murènids i a l'ordre dels anguil·liformes.

## Etimologia
Gymnothorax prové dels mots grecs gymnos (nu, no vestit) i thorax, -akos (tòrax), mentre que davidsmithi fa referència a David G. Smith per les seues contribucions a l'estudi dels peixos anguil·liformes.

## Descripció
Fa 29,9 cm de llargària màxima. Cos allargat, prim i de color marró amb taques blanques i marques al cap, a la part anterior de l'àrea de la gola, el front, les galtes i el bescoll. Aleta anal amb una vora pàl·lida. Anus situat abans de la meitat del cos. Mandíbules moderades i no recorbades. Dents còniques i uniserials. Les dents de les mandíbules són nombroses i poc espaiades. 156 vèrtebres (incloent-hi 4 predorsals i 64 preanals). El peritoneu i l'interior de la cavitat bucal presenta un clapejat de color marró. És similar en coloració i dentició a l'espècie australiana Gymnothorax cephalospilus, però se'n diferencia per tindre més vèrtebres (156 vs. 145) i en què les seues taques s'estenen molt més enllà de la regió cefàlica. També és similar en aparença a Gymnothorax punctatus, però se'n distingeix per tindre també més vèrtebres (156 vs. 134) i en què la zona tacada de G. punctatus s'estén sobre el cos i la cua. Línia lateral contínua.

## Hàbitat i distribució geogràfica
És un peix marí, bentopelàgic (entre 3 i 35 m de fondària) i de clima tropical, el qual viu a l'Índic oriental: les badies costaneres de fons fangosos de l'illa de Flores a Indonèsia.

## Observacions
És inofensiu per als humans i el seu índex de vulnerabilitat és baix (16 de 100).